# 三叉汇接区
三叉汇接区（英语：Triple junction），也称作“三联点”，是3个地质板块的边界交汇的区域。板块的边界有3种类型：中洋脊 (R), 海沟 (T), 转换断层 (F)。因此三叉汇接区可分类为：F-F-T, R-R-R等。但仅有部分类型在地质时间尺度上是稳定的。 

## 大陆三叉裂谷系
板块构造理论认为：大陆板块内部由于地幔柱的上升，产生了由正断层组成的三叉断裂系统，随着地幔柱的不断隆起，初始的断裂体系开始扩张，根据同一力学体系应力优先释放原理，三叉断裂体系必然有一支断裂系得不到充分的发展（此詞句與普通地質不符，若屬實，脊-脊-脊三叉裂谷系不應存在。實例很多，見本頁面下段描述）。其中2支继续发展成为新的大洋的洋中脊，另一支没有得到充分发展的断裂系就成为拗拉槽。

## 例子

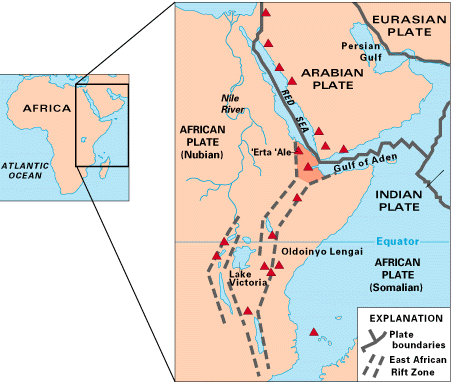
东非大裂谷地图，红色三角块为历史上的一些活火山；中部阴影区为阿法尔三角区，在这里阿拉伯板块、努比亚板块、索马里板块三叉汇接（美國地質調查局）

- 红海, 亚丁湾与东非大裂谷在阿法尔三角区汇接，是唯一一处位于海平面以上的岭-岭-岭型的三叉汇接区。
- 罗德里格斯三叉汇接区（英语：Rodrigues Triple Junction）位于南印度洋，是岭-岭-岭型，由非洲板块, 印澳板块，南极洲板块交汇。[1]
- 加拉帕戈斯三叉汇接区（英语：Galapagos Triple Junction）是岭-岭-岭型，纳斯卡板块, 科科斯板块, 太平洋板块在此交汇。東太平洋海隆形成此处向北、向南延伸的两支，加拉帕戈斯海隆形成向东的拗拉槽。
- 北美洲西海岸的门多西诺角（英语：Cape Mendocino）是一处不稳定的三叉汇接区。太平洋板块，戈尔达板块、北美板块在此交汇。三支分别是：分开太平洋板块与北美板块的走滑断层——圣安德烈斯断层；分开戈尔达板块与北美板块的卡斯卡迪亚俯冲带（英语：Cascadia subduction zone）；分开戈尔达板块与太平洋板块的转换断层——西侧的门多西诺断裂带与东侧的门多西诺断层（英语：Mendocino Fault）。从而形成了F-F-T型的门多西诺三叉汇接区（英语：Mendocino Triple Junction）.
- 阿穆尔板块, 鄂霍次克板块, 菲律宾海板块三叉交汇处形成了富士山.
- 房总三叉汇接区（英语：Boso Triple Junction）位于日本近海，是唯一的T-T-T型板块汇接区。鄂霍次克板块, 太平洋板块，菲律宾海板块在此交汇。得名于房总半岛
- 北海是古生代的阿瓦隆尼亚大陆, 劳伦大陆与波罗的大陆的三叉汇接区的遗迹.[2]

## 延伸阅读
- Oreskes, Naomi, ed., 2003, Plate Tectonics: an Insider's History of the Modern Theory of the Earth, Westview Press, ISBN 0-8133-4132-9